# 天主教凱里馬教區
天主教凱里馬教區（拉丁語：Dioecesis Keremana）是巴布亞紐幾內亞一個羅馬天主教教區，屬莫爾茲比港總教區。
教區成立於1971年1月16日，2006年有教友22,794人（佔轄區總人口21.3%）、十一個堂區、十二名司鐸。目前教區主教席位處於出缺狀態。